# Conquista aragonesa de Cerdeña
La Conquista aragonesa de Cerdeña tuvo lugar entre 1323 y 1326. La isla de Cerdeña estaba entonces sujeta a la influencia de la República de Pisa, la familia pisana della Gherardesca, Génova y de las familias genovesas de Doria y la Malaspina; la única entidad política nativa sobrevivida fue el Juzgado de Arborea, aliada con la Corona de Aragón. Las dificultades financieras debido a las guerras en Sicilia (hasta 1295), el conflicto con la Corona de Castilla en la tierra de Murcia y Alicante (1296-1304) y el intento fallido de conquistar Almería (1309) explica la demora de Jaime II de Aragón en intentar la conquista de Cerdeña, enfeudada a él por el Papa Bonifacio VIII en 1297.
La posesión de la isla de Cerdeña fue crucial para la Corona de Aragón. Cerdeña era abundante en recursos naturales como plata y sal y tenía una próspera economía agropastoral; además, su ubicación geográfica aseguraba un mayor control sobre el Mediterráneo occidental y la isla misma era una base indispensable para la creación de la llamada "ruta de las islas" que permitía reducir a la mitad el tiempo de navegación para llegar los ricos mercados del Mediterráneo.

## Cronología de eventos
- En 1321 las Cortes de Gerona aceptaron la oferta del rey Sancho de Mallorca de veinte galeras,[1] doscientos caballos, y una gran cantidad de trabajadores útiles para emprender la conquista de Cerdeña, otro apoyo provino del Reino de Valencia y el Reino de Aragón.
- 11 de abril de 1323 Hugo II de Arborea, convertido en vasallo de Jaime II a cambio del mantenimiento de los derechos dinásticos sobre su Juzgado, abrió hostilidades contra los pisanos, derrotándolos entre Villanovaforru y Sanluri.[2]
- El 15 de mayo, una flota de tres galeras con 200 caballeros y 2.000 soldados de infantería bajo el mando de Guerau de Rocabertí y su sobrino Dalmau de Rocabertí partieron de Barcelona en ayuda del juez de Arborea (Hugo II), tomando posición cerca de Quartu, no muy lejos de la ciudad amurallada pisana de Castel di Castro, hoy Cagliari. Fue la vanguardia del gran ejército que mientras tanto se estaba reuniendo en Cataluña.[3]
- Después de años de preparación, una poderosa flota de 300 barcos, cuyo mando fue colocado el almirante Francesc Carròs, partió el 31 de mayo de 1323, desde Puerto Fangos, cerca de Tortosa, en Tarragona. Estaba compuesto por 20  engranajes, incluido el buque insignia St. Eulalia, 53 galeras, 24 veleros y otros buques especiales (uxer) para el transporte de caballos y suministros. En el camino a Cerdeña, la flota aterrizó durante cuatro días en Mahón, en la isla de Menorca, y luego reanudó su navegación hacia Cabo San Marco, en el golfo de Oristano.

- Siguiendo el consejo de Hugo II, el desembarco de la flota aragonesa tuvo lugar el 13 de junio en Palmas, Sulcis, donde se creó la primera cabeza de puente.[3] También en el petición del Juez de Arborea el 28 de junio, el aragonés, bajo la dirección del infante Alfonso, comenzó el asedio a la Villa de Iglesias (Villa de Chiesa), hoy  Iglesias, una importante ciudad minera fundada por el conde Ugolino della Gherardesca décadas antes y ahora bajo el control de la República de Pisa. En octubre, una flota pisana de 33 galeras dirigidas por el vicealmirante Francesco Zaccio hizo una incursión en las aguas de Canyelles, Portoscuso, quemó dos barcos aragoneses y luego se retiró. La ciudad de Villa di Chiesa se rindió siete meses antes de caer en el hambre el 7 de febrero de 1324.[3]
- Poco se sabe sobre la campaña militar aragonesa en el interior de la isla; Raimondo de Sentmenat le escribió al rey que, al mando de un pequeño contingente de jinetes y soldados ibéricos y 50 caballeros y 200 soldados de infantería de Arborea, en diciembre de 1323 marcharon desde Goceano hasta Baronie, conquistando 33 pueblos, incluyendo quizás Orosei y Dorgali y algunos castillos. Sin embargo, más tarde se vio obligado a lidiar con un contingente pisano, que había recuperado dos aldeas. Francesc Carroz, Ramón de Peralta y Bernardo de Cabrera fueron enviados con la flota  a Pisa. En el camino tomaron el castillo de Medusa, cerca de Lotzorai, y atacaron Terranova (Olbia), pero no llegaron al objetivo final debido al mal tiempo y luego decidieron regresar hacia Cagliari.[4]
- Una semana después de la conquista de Villa di Chiesa, el 13 de febrero, los aragoneses llegaron al Castel di Castro tomando posición al este del castillo, en el cerro de Bonaria.[5] En ayuda de los sitiados, la República de Pisa envió una flota de 40 galeras, 12 ujers, 60 barcos de Piombino al mando del Conde Manfredi della Gherardesca. Navegó desde Porto Pisano, la flota hizo una parada en Terranova, hoy Olbia, donde fueron abordados 200 jinetes de las posesiones pisanas en Gallura, junto con otras fuerzas.[1] El 25 de febrero, mientras se aproximaban al castillo de Cagliari, la flota pisana es interceptada por galeras aragonesas que intentaron forzarles a luchar, pero los pisanos evitaron esta confrontación. Después de negociar, los aragoneses permitieron a la flota pisana atracar libremente cerca de Capoterra.
- En septiembre de 1324 los Doria intentan ocupar Sácer, ex comuna confederada de la República de Génova que había pasado a los aragoneses en 1323,[6] y Pisa, en alianza con Génova, declara nuevamente la guerra a la Corona de Aragón. En noviembre de ese año se reunió una flota de Génova y Pisa en el puerto de Savona. El 29 de diciembre, la flota de Aragón dirigida por Francisco Carroz derrotó en una batalla naval, que tuvo lugar en el golfo de Cagliari, la flota pisana-genovesa dirigida por Gaspare Doria.[7]
- En enero siguiente, el ejército aragonés dirigido por Ramón de Peralta atacó a Stampace, masacrando a la población.[7] Pisa tuvo que aceptar una nueva capitulación que obligó a la república a rendirse definitivamente; Castel di Castro pasó al recién nacido Reino de Cerdeña en junio de 1326, convirtiéndose en su capital.[7]

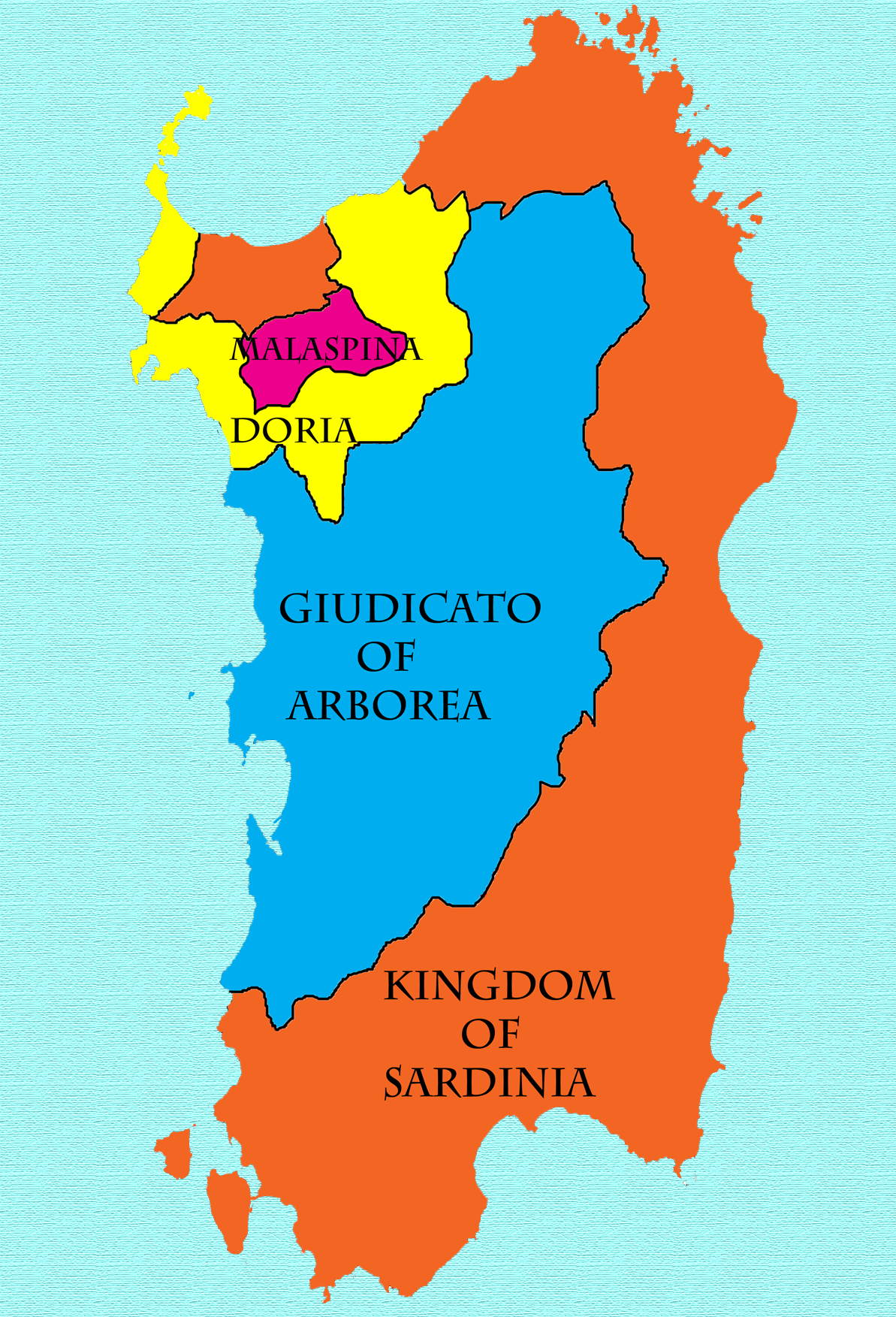
Situación política en Cerdeña tras la rendición de junio de 1326

## Consecuencias

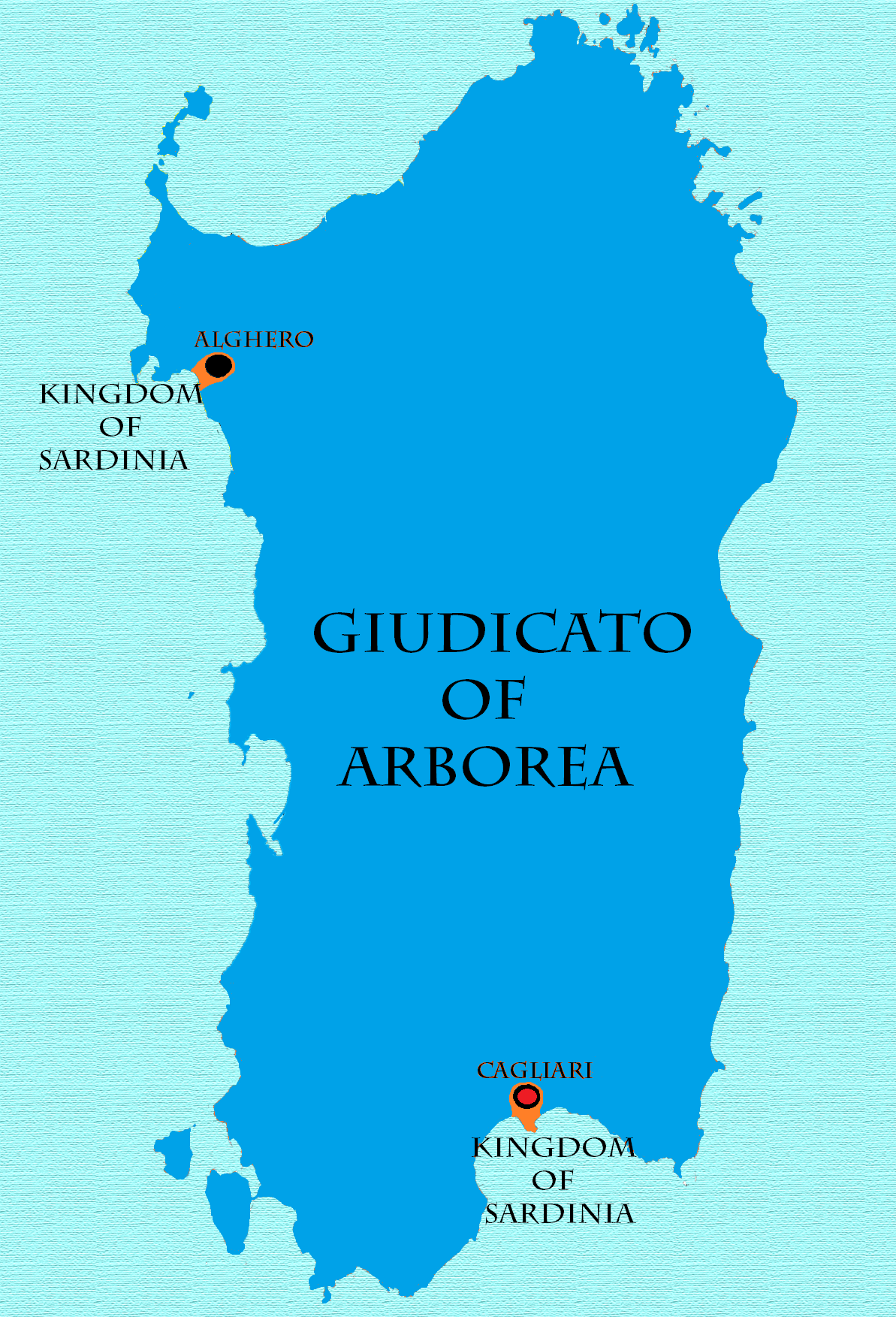
Situación política en Cerdeña entre 1368-1388 y 1392-1409

En 1347, Aragón y los Doria, que controlaban la mayoría de las tierras del antiguo estado Logudoro en el noroeste de Cerdeña, volvieron a entrar en conflicto en Aidu de Turdu entre Bonorva y Giave.
Amenazado por los reclamos aragoneses de soberanía y consolidación del resto de la isla, el Juzgado de Arborea, bajo Mariano IV de Arborea, rompió la alianza con los aragoneses y junto con los Doria declararon la guerra éstos. En 1368, una ofensiva arbórea logró casi expulsar a los aragoneses de la isla, reduciendo el "Reino de Cerdeña" a las ciudades portuarias de Cagliari y Alguer e incorporando todo lo demás a su propio reino. Un tratado de paz devolvió a los aragoneses sus posesiones anteriores en 1388, pero las tensiones continuaron y en 1391 el ejército arbóreo dirigido por Brancaleone Doria volvió a arrastrar la mayor parte de la isla al dominio arbóreo. Esta situación duró hasta 1409 cuando el ejército del  Juzgado de Arborea sufrió una fuerte derrota por parte del ejército aragonés en la Batalla de Sanluri.
Después de la venta de los territorios restantes por 100.000 florines de oro al Juzgado de Arborea en 1420, el "Reino de Cerdeña" se extendió por toda la isla, excepto por el ciudad de Castelsardo (en ese momento llamada Casteldoria o Castelgenovese), que había sido robada de la Doria en 1448. El sometimiento de Cerdeña había tomado un siglo, Córcega, que nunca había sido derrotada por los genoveses, fue eliminada del título formal del Reino.